# Цепелев
Цепелев (пол. Ciepielew) — село в Польщі, у гміні Ліскув Каліського повіту Великопольського воєводства.
Населення — 301 особа (2011).
У 1975-1998 роках село належало до Каліського воєводства.

## Демографія
Демографічна структура станом на 31 березня 2011 року:
|          | Загалом | Допрацездатний вік | Працездатний вік | Постпрацездатний вік |
| -------- | ------- | ------------------ | ---------------- | -------------------- |
| Чоловіки | 151     | 25                 | 107              | 19                   |
| Жінки    | 150     | 38                 | 78               | 34                   |
| Разом    | 301     | 63                 | 185              | 53                   |